# Квашнино (Тверская область)
Квашнино — деревня в Пеновском районе Тверской области.

## География
Находится в западной части Тверской области на расстоянии приблизительно 8 км на север-северо-запад по прямой от районного центра поселка Пено у юго-восточного берега озера Вселуг.

## История
На карте 1939 года показана еще как часть деревни Подлядье. На более поздних картах уже отдельный населенный пункт. До 2020 года входила в Заёвское сельское поселение (Тверская область) Пеновского района до их упразднения.

## Население
Численность населения: 30 человек (русские 97 %) в 2002 году, 24 в 2010.